# Império Parta
O Império Parta ou Parto (247 a.C.–224 d.C.), também chamado Império Arsácida (em persa: اشکانیان; romaniz.: Ashkāniān), foi uma das principais potências político-culturais iranianas da Pérsia Antiga. O termo 'arsácida' vem de Ársaces I que, como líder da tribo dos parnos (Parni), fundou a dinastia que levou seu nome em meados do século III a.C., após conquistar a Pártia,[b] região do nordeste do Irã e, na altura, uma satrapia (província) que se revoltou contra o Império Selêucida. Mitrídates I (r. 171–138 a.C.) expandiu o império após capturar a Média e a Mesopotâmia do Império Selêucida. Em seu ápice, o Império Parta se estendeu das margens setentrionais do Eufrates, no atual sudeste da Turquia, ao leste do Irã, e dominava a Rota da Seda, célebre rota comercial que ligava o Império Romano e a bacia do Mediterrâneo ao Império Hã, da China, e se tornou importante entreposto comercial.
Os partas adotaram a arte, arquitetura, crenças religiosas e insígnias reais de seu próprio império culturalmente heterogêneo, que englobava culturas persas, helenísticas e regionais. Na primeira metade de sua existência, a corte arsácida adotou elementos da cultura grega, embora posteriormente viu um renascimento gradual das tradições iranianas. Os xás arsácidas recebiam o título de xainxá ("rei de reis"), e consideravam-se herdeiros do Império Aquemênida, aceitando diversos monarcas locais como vassalos, em regiões nas quais os aquemênidas costumavam indicar sátrapas. A corte mantinha a prerrogativa de indicar diretamente alguns sátrapas, geralmente em províncias fora do Irã, porém estas satrapias eram menores e menos poderosas que os potentados aquemênidas. Com a expansão do poder arsácida, a sede do governo central foi deslocada de Nisa, no atual Turquemenistão, para Ctesifonte, às margens do Tigre, a sul da atual Bagdá, capital do Iraque - embora diversas outras cidades tenham servido como capital ao longo de sua história.
Os primeiros inimigos dos partas foram os selêucidas, no ocidente, e os citas no oriente. À medida que o território da Pártia avançou para oeste, no entanto, eles passaram a travar conflitos com o reino da Armênia e, mais tarde, com a República Romana, já em sua fase final. Roma e Pártia eram rivais que visavam estabelecer reis na Armênia como seus clientes. Os partas infligiram uma derrota contundente sobre o general romano Marco Licínio Crasso na Batalha de Carras, em 53 a.C.. Em 40−39 a.C. tropas partas conquistaram praticamente todo o Levante, com exceção de Tiro, das mãos dos romanos. Marco Antônio, no entanto, liderou um contra-ataque contra a Pártia, e diversos imperadores invadiram a Mesopotâmia durante as guerras romano-partas. Os romanos conseguiram conquistar as cidades de Selêucia e Ctesifonte por diversas vezes durante estes conflitos, porém jamais conseguiram manter sobre elas um longo domínio. Guerras civis frequentes entre os pretendentes ao trono parta se revelaram mais perigosas que invasões externas, e o poder dos partas se esvaiu quando Artaxes I, soberano de Estacar, na província de Pérsis, se revoltou contra os arsácidas e assassinou seu último rei, Artabano IV, em 224 d.C.. O reinado de Artaxes deu início ao Império Sassânida, que governou o Irã e boa parte do Oriente Médio até as conquistas islâmicas do século VII - embora a dinastia arsácida tenha tido sequência através da dinastia arsácida da Armênia.
Fontes partas nativas, escritas em parta, grego e outros idiomas antigos, são escassas, especialmente se comparadas com fontes sassânidas e até mesmo aquemênidas, mais antigas. Além de algumas poucas tabuletas cuneiformes, fragmentos de óstracos, inscrições em pedra, moedas de dracmas e documentos em pergaminhos que sobreviveram de maneira fortuita, a maior parte da história parta é conhecida apenas através de fontes externas - que incluem obras da historiografia greco-romana, além de obras históricas chinesas motivadas pelo mercado existente para mercadorias chinesas na Pártia. O artesanato parta era visto pelos historiadores como uma fonte válida à compreensão de determinados aspectos da sociedade e cultura local que não estariam presentes nas fontes textuais.

## História

### Origens e fundação
Antes de Ársaces I fundar a dinastia arsácida, ele foi líder dos parnos, uma antiga tribo de povos iranianos oriunda da Ásia Central, uma das muitos tribos nômades na confederação dos daas. Talvez falavam um idioma iraniano oriental, em contraste com a língua iraniana do noroeste falada na época na Pártia. Era uma província a nordeste da Pérsia, primeiro sob o domínio aquemênida e depois selêucida. Após conquistar a região, os parnos adotaram o parta como idioma oficial na corte, falando-o junto do persa médio, o aramaico, o grego, o babilônio, o sogdiano e outros idiomas dos territórios tomados por eles.
Ainda é desconhecida a razão pela qual a corte arsácida escolheu retroativamente 247 a.C. como o primeiro ano do período de seu reinado. O arqueólogo britânico A.D.H. Bivar concluiu que este foi o ano em que os selêucidas perderam o controle da Pártia para Andrágoras, sátrapa indicado pelos próprios selêucidas e que teria se revoltado contra eles. Assim, Ársaces I antecipou o ano de início de seu reino ao momento em que o controle selêucida sobre a Pártia foi interrompido. Para Vesta Sarkhosh Curtis, do Museu Britânico, este seria simplesmente o ano em que Ársaces teria recebido a liderança da tribo dos parnos. Ao historiador iraniano Homa Katouzian e Gene Ralph Garthwaite, este seria o ano em que Ársaces teria conquistado a Pártia e expulsado as autoridades selêucidas, embora Curtis e Maria Brosius, da Universidade de Newcastle, afirmem que Andrágoras não tenha sido deposto pelos arsácidas até 238 a.C..

Império Selêucida entre 200-

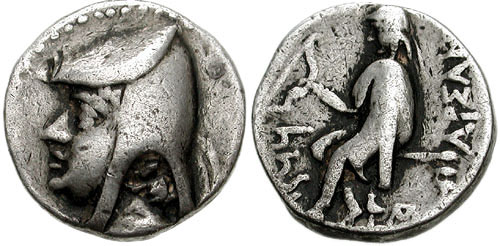
Dracma de com inscrição em grego de seu nome (ΑΡΣΑΚΟΥ)

Ainda se desconhece quem foi sucessor imediato de Ársaces I. Bivar e Katouzian afirmam que foi seu irmão Tirídates I, que por sua vez foi sucedido por seu filho Ársaces II em 211 a.C.. Curtis, e Brosius, porém, acham que Ársaces II foi sucessor imediato com Curtis reivindicando que a sucessão ocorreu em 211 a.C. e Brosius em 217 a.C.. Bivar insiste que 138 a.C., o último ano do reinado de Mitrídates I, seria "a primeira data de reinado estabelecida com precisão na história parta." Devido a estas e outras discrepâncias, Bivar elencou duas cronologias distintas aceitas pelos historiadores. Posteriormente, alguns reis partas alegaram descendência dos aquemênidas; a alegação recebeu apoio recente de evidências numismáticas e outras inscrições que sugerem que os reis aquemênidas e partas sofriam de neurofibromatose, uma doença hereditária.
Por algum tempo, Ársaces consolidou sua posição na Pártia e na Hircânia aproveitando-se da invasão do território selêucida, a ocidente, por Ptolemeu III Evérgeta (r. 246–222 a.C.) do Egito. Este conflito com Ptolemeu, a Terceira Guerra Síria (246−241 a.C.), também permitiu a Diódoto I que se rebelasse e formasse o Reino Greco-Báctrio, na Ásia Central. O sucessor deste, Diódoto II, formou uma aliança com Ársaces contra os selêucidas, mas Ársaces foi expulso temporariamente da Pártia por tropas de Seleuco II (r. 246–225 a.C.). Após passar algum tempo exilado entre a tribo nômade dos apasiacas, Ársaces liderou um contra-ataque e reconquistou a Pártia. O sucessor de Seleuco II, Antíoco III, o Grande (r. 222–187 a.C.), não conseguiu retaliar imediatamente por suas tropas estarem envolvidas com a rebelião de Molão, na Média.
Antíoco III deu início a uma campanha maciça visando reconquistar a Pártia e a Báctria em 210 ou 209 a.C.. Não obteve sucesso, porém negociou um acordo de paz com Ársaces II. Este recebeu o título de rei (grego antigo: basileu) em troca de sua submissão a Antíoco III e do reconhecimento deste como seu superior. Com a aproximação da República Romana e a derrota em Magnésia ocorrida em 190 a.C. os selêucidas deixaram de ter influência suficiente para intervir nos assuntos partas.  Friapácio da Pártia (r. 191–176 a.C.) sucedeu a Ársaces II, e Fraates I (r. ca. 176–171 a.C.) o sucedeu no trono, governando a região sem qualquer interferência selêucida.

### Expansão e consolidação

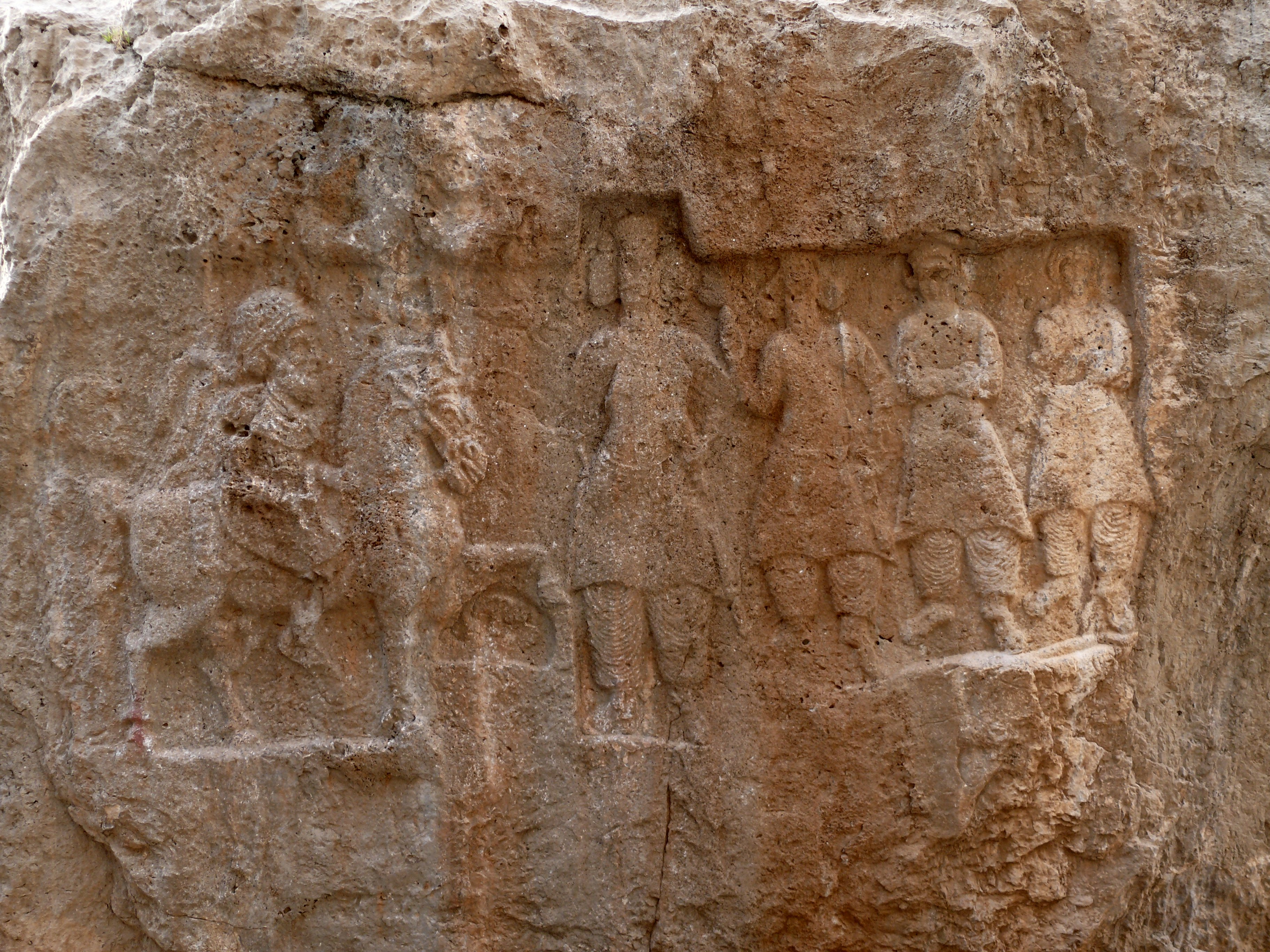
Relevo esculpido em rocha de sobre cavalo, em Xongue Asdar, cidade de Izeh, província do Cuzestão, Irã

Registros narram que Fraates I expandiu o domínio parta além dos Portões de Alexandre, ocupando a região de Apameia Ragiana; a localização exata dos dois locais é desconhecida hoje em dia. A maior expansão de poder e território parta ocorreu no reinado de seu irmão e sucessor, Mitrídates I (r. 171–138 a.C.), que Katouzian comparou a Ciro, o Grande (m. 530 a.C.), fundador do Império Aquemênida.
As relações entre a Pártia e Báctria se deterioraram após a morte de Diódoto II, quando as tropas de Mitrídates conquistaram duas eparquias greco-báctrias, e pioraram sob o reinado de Eucrátides I (r. 170–145 a.C.). Agora com vistas ao Império Selêucida, Mitrídates invadiu a Média e tomou Ecbátana em 148/147 a.C.; a região foi perturbada por uma rebelião liderada por Timarco, e que foi debelada com sucesso pelos governantes selêucidas. A esta vitória se seguiu a conquista parta da Babilônia na Mesopotâmia, onde Mitrídates cunhou moedas em Selêucia em 141 a.C., e fez cerimônia oficial de investidura. Enquanto se deslocou à Hircânia, suas tropas subjugaram os reinos de Elimaida e Caracena e ocuparam Susa. A esta altura, a autoridade parta se estendia até o rio Indo.
Embora Hecatômpilo tenha servido como primeira capital parta, Mitrídates estabeleceu residências reais em Selêucia do Tigre, Ecbátana, Ctesifonte e na cidade recém-fundada por ele próprio, Mitridacerta (no atual Turcomenistão), onde se localizavam as tumbas dos reis arsácidas. Ecbátana tornou-se a principal residência de verão da realeza arsácida; Ctesifonte não se tornou a capital oficial até Gotarzes I (r. 90–80 a.C.), quando torna-se local das cerimônias reais e coroação e a cidade representava os arsácidas, segundo Brosius.

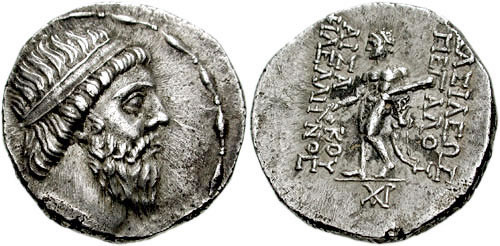
Dracma de mostrando-o com barba e uma diadema real sobre sua cabeça

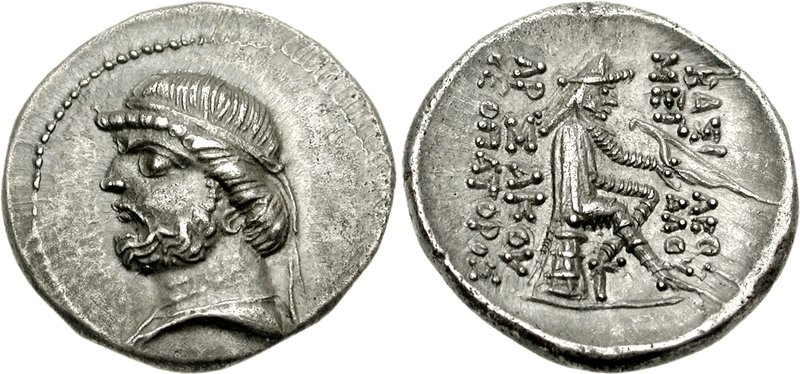
Dracma de

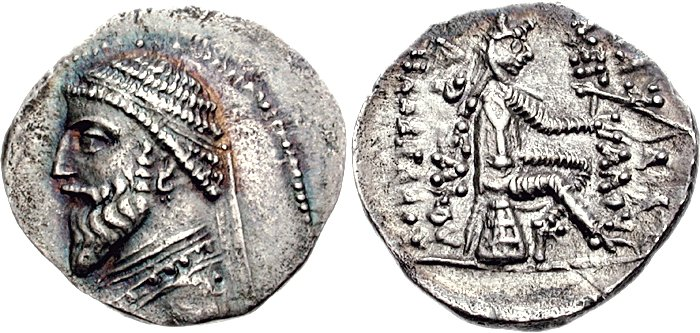
Dracma de

Os selêucidas não conseguiram retaliar imediatamente, pois seu general, Diódoto Trifão, deu início a uma rebelião em sua capital, Antioquia (atual Antáquia), em 142 a.C.. Em 140 a.C., no entanto, Demétrio II conseguiu iniciar uma contra-invasão contra os partas na Mesopotâmia. Apesar de alguns sucessos iniciais, os selêucidas foram derrotados, e o próprio Demétrio foi capturado pelas tropas partas e levado à Hircânia. Lá, Mitrídates tratou seu prisioneiro com grande hospitalidade, chegando a ceder em casamento sua filha, Rodoguna, a Demétrio.
Antíoco VII (r. 138–129 a.C.), irmão de Demétrio, assumiu o trono selêucida e se casou com Cleópatra Teia, sua viúva. Após derrotar Diódoto Trifão, Antíoco deu início, em 130 a.C., a uma campanha militar para reconquistar a Mesopotâmia, agora sob o domínio de Fraates II (r. 138–128 a.C.). O general parta Indates foi derrotado às margens do Grande Zabe; na sequência teve início uma revolta local na qual o governador parta da Babilônia foi assassinado. Antíoco conquistou a região e ocupou Susa, onde cunhou moedas.  Após avançar com seu exército pelo interior da Média, os partas procuraram-no com oferta de paz, que Antíoco rejeitou a menos que os arsácidas abrissem mão de todas as terras de seu império além da própria Pártia, pagassem pesados tributos, e libertassem Demétrio de seu cativeiro. Ársaces libertou o prisioneiro e enviou-o à Síria, porém recusou-se a ceder às outras exigências. Na primavera de 129 a.C. os medos iniciaram uma revolta aberta contra Antíoco, cujas tropas iniciaram política de devastação dos campos durante o inverno. Enquanto tentava debelar as revoltas, as principais tropas partas invadiram a região e conseguiram matar Antíoco em combate; seu corpo foi enviado de volta à Síria dentro de um caixão de prata; seu filho, Seleuco, foi coroado príncipe da Pártia e uma filha sua integrou o harém de Fraates.
Enquanto os partas reconquistavam os territórios perdidos a ocidente, outra ameaça surgiu no Oriente. Em 177−176 a.C., os nômades Xiongnu empurraram outra tribo nômade, os iuechis, de sua terra natal, na atual província de Gansu, no Noroeste da China; os rouzis migraram à Báctria, expulsando de lá as tribos sacas (citas) que avançaram ao oeste e invadiram as fronteiras do nordeste do império.  Mitrídates foi forçado a recuar à Hircânia após sua conquista da Mesopotâmia. Alguns dos sacas integraram as tropas de Fraates contra Antíoco. Chegaram, porém, tarde demais para participar do conflito. Quando Fraates se recusou a pagar seus salários, os sacas se revoltaram; os ex-soldados selêucidas que seriam usados para debelar a revolta também abandonaram Fraates e uniram-se aos sacas. Fraates II marchou contra esta força combinada e foi morto em combate. O historiador romano Justino relatou que seu sucessor, Artabano I (r. 128–124 a.C.) teve fim semelhante ao combater nômades no oriente. Segundo ele, Artabano foi morto pelos tocários (identificados por alguns estudiosos com os rouzis), embora Bivar acredite que Justino tenha confundido-os com os sacas. Mitrídates II (r. 124–90 a.C.) recuperou, mais tarde, as terras que haviam sido perdidas aos sacas no Sistão.

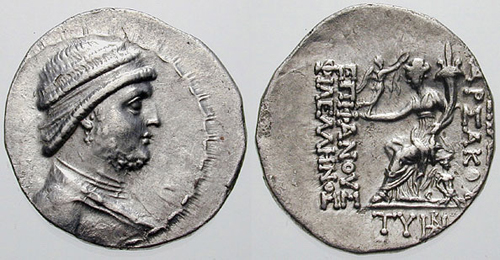
Dracma de

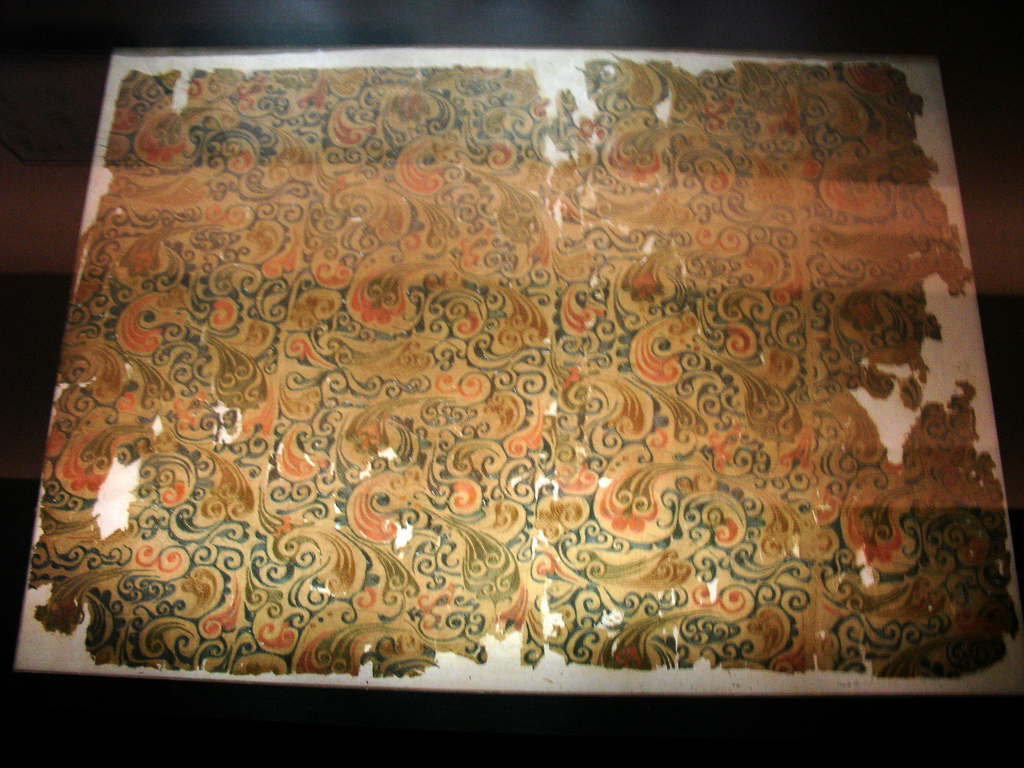
Seda sínica de Mauangdui, século II a.C., Han. A seda da China era talvez o item de luxo mais comercializado pelos partas na extremidade ocidental da Rota da Seda.

Após a retirada selêucida da Mesopotâmia, o governador parta da Babilônia, Hímero, recebeu ordens da corte arsácida para conquistar Caracena, governada por Aspasine de Cárax Pasinu. Com o fracasso desta incursão, Aspasine invadiu a Babilônia em 127 a.C., e ocupou Selêucia. Já em 122 a.C., no entanto, Mitrídates II expulsou Aspasine da Babilônia e fez dos reis de Caracena seus vassalos, sob a suserania parta. Após Mitrídates ampliar o controle parta ainda mais a Oeste, ocupando Dura Europo (atual Salihiye) em 113 a.C., o rei se envolveu num conflito com o Reino da Armênia. Suas tropas derrotaram e depuseram Artavasdes I em 97 a.C., levando como refém seu filho, Tigranes, que posteriormente seria conhecido como Tigranes II, o Grande (r. 95–55 a.C.).
O Reino Indo-Parta, localizado nos atuais Afeganistão, Paquistão e norte da Índia, aliou-se ao Império Parta no século I a.C. Bivar afirma que os dois estados se consideravam no mesmo patamar político. Após o filósofo grego Apolônio de Tiana visitar a corte de Vardanes I (r. 40–47 d.C.), em 42 d.C., o rei lhe ofereceu a proteção de uma caravana para sua viagem à Indo-Pártia. Quando Apolônio chegou à capital indo-parta, Taxila, o líder de sua caravana leu a carta oficial de Vardanes, talvez escrita em parta, para um oficial indiano, que tratou Apolônio com grande hospitalidade.
Após a incursão diplomática de Zhang Qian na Ásia Central, durante o reinado do imperador Wu de Han (r. 141–87 a.C.), o Império Hã da China enviou uma delegação à corte de Mitrídates II, em 121 a.C. A embaixada dos Han inaugurou oficialmente as relações comerciais com a Pártia, através da Rota da Seda - embora não tenha obtido sucesso em conseguir firmar a aliança militar desejada contra a confederação Xiongnu. O Império Parta se enriqueceu através dos impostos cobrados sobre as caravanas que realizavam o comércio de seda, item de luxo mais valorizado dentre os produtos importados pelos romanos. Pérolas também eram um item de importação da China altamente valorizado, enquanto os chineses compravam especiarias, perfumes e frutas dos partas. Animais exóticos eram trocados, como presentes, das cortes arsácidas às cortes chinesas; em 87 d.C. Pácoro II enviou leões e gazelas persas ao imperador Zhang de Han (r. 75–88 d.C.). Além da seda, entre as mercadorias partas compradas pelos mercadores romanos estavam o ferro da Índia, especiarias e couro. As caravanas que cruzavam o Império Parta traziam produtos de vidro da Ásia Ocidental e até mesmo de Roma à China.[c]

### Roma e Armênia

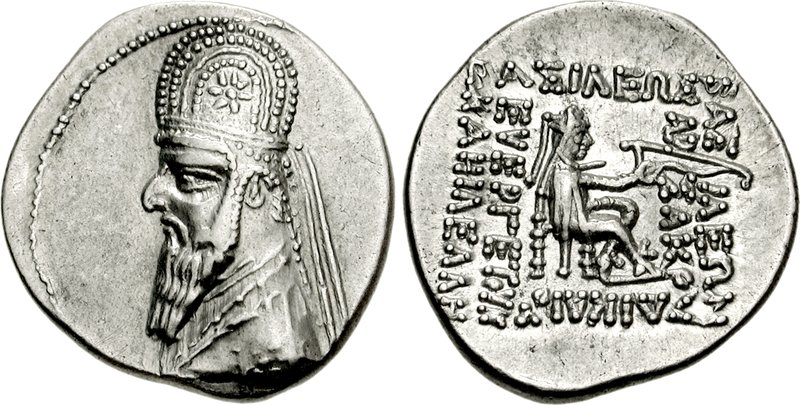
Dracma de

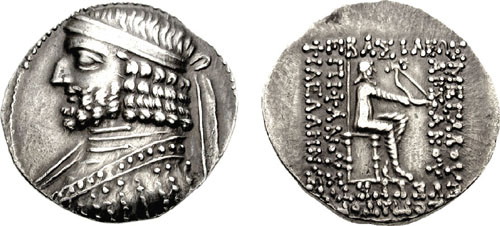
Dracma de r.

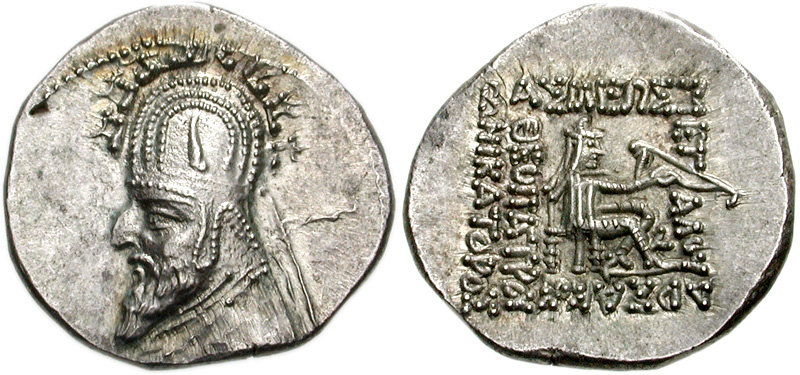
Dracma de

O Império Cuchano iuechi no norte da Índia garantiu a segurança da fronteira oriental da Pártia. Assim, a partir de meados do século I a.C., a corte arsácida passou a ter como foco a segurança das fronteiras ocidentais, especialmente contra a ameaça de Roma. Um ano após a conquista da Armênia por Mitrídates II, Lúcio Cornélio Sula, procônsul romano da Cilícia, reuniu-se com o diplomata parta Orobazo às margens do rio Eufrates. Ambos concordaram que o rio serviria como fronteira entre a Pártia e Roma, embora a historiadora americana Rose Mary Sheldon afirme que Sula detivesse autoridade apenas para comunicar estes termos a Roma.
Apesar deste acordo, em 93 ou 92 a.C. a Pártia se envolveu numa guerra na Síria contra a líder tribal Laódice e seu aliado selêucida, Antíoco X (r. 95–92 a.C.), durante a qual matou o segundo. Quando um dos últimos monarcas selêucidas, Demétrio III tentou sitiar Bereia (atual Alepo), a Pártia enviou auxílio militar aos locais, derrotando Demétrio. Após Mitrídates II, Gotarzes reinou na Babilônia, enquanto Orodes I (r. 90–80 a.C.) reinou sozinho sobre a Pártia. Este sistema de monarquia dividida enfraqueceu a Pártia e permitiu que Tigranes II anexasse o território parta na Mesopotâmia Ocidental. O território só retornaria ao domínio parta sob Sanatruces I (r. 78–71 a.C.). Com a deflagração da Terceira Guerra Mitridática, Mitrídates VI do Ponto (r. 119–63 a.C.), aliado de Tigranes II, solicitou auxílio dos partas contra os romanos, porém Sanatruces recusou a ajuda. Quando o comandante romano Lúcio Licínio Lúculo marchou contra a capital armênia, Tigranocerta, em 69 a.C., Mitrídates VI e Tigranes II foram obrigados a pedir ajuda a Fraates III (r. 71–58 a.C.). Fraates, no entanto, não enviou tropas, e após a queda de Tigranocerta reafirmou, juntamente com Lúcio Licínio Lúculo, o rio Eufrates como fronteira entre Pártia e Roma.
Tigranes, filho de Tigranes II, não teve sucesso em reaver o trono armênio ocupado por seu pai e acabou por fugir para Fraates III, a quem convenceu a marchar contra a nova capital armênia, em Artaxata. Com o fracasso da nova empreitada, Tigranes fugiu de novo, desta vez ao comandante romano Pompeu, a quem prometeu que serviria na função de guia no território armênio; quando Tigranes II, no entanto, se rendeu aos romanos na condição de rei cliente, Tigranes, o Jovem foi levado a Roma como refém. Fraates exigiu a Pompeu que ele fosse enviado de volta, porém o romano se recusou; como retaliação, Fraates deu início a uma invasão da Gordiena (sudeste da atual Turquia), onde, de acordo com dois relatos conflitantes feitos pelos romanos, o cônsul Lúcio Afrânio teria conseguido expulsar os partas através de métodos militares ou diplomáticos.[d]

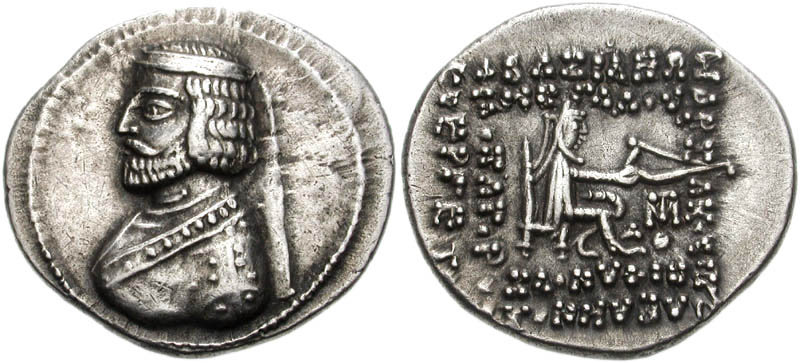
Dracma de

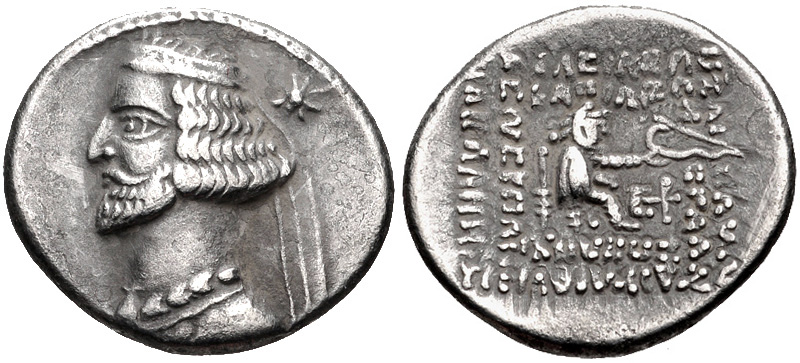
Dracma de

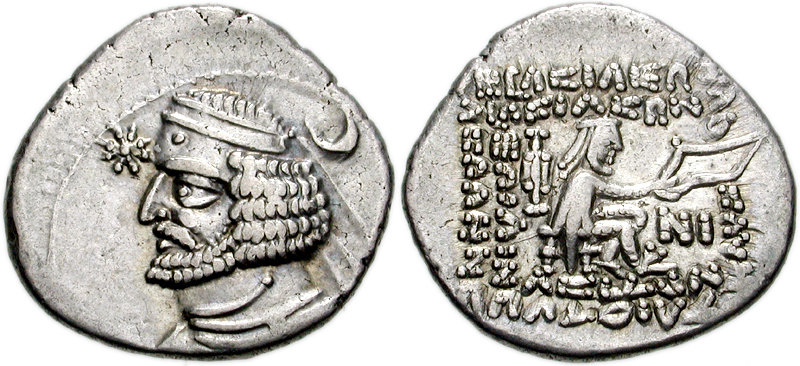
Dracma de

Fraates III foi assassinado por seus filhos Orodes II e Mitrídates IV. Em seguida Orodes voltou-se contra Mitrídates, forçando-o a fugir da Média à Síria romana. Aulo Gabínio, procônsul romano da Síria, marchou com tropas em apoio de Mitrídates até o Eufrates, porém teve de recuar para ajudar Ptolemeu XII (r. 80–58; 55–51 a.C.) contra uma rebelião no Egito. Apesar de perder seu apoio romano, Mitrídates conquistou a Babilônia e cunhou moedas em Selêucia até 54 a.C. Nesse ano, o general de Orodes só chamado de Surena, nome de clã de sua família aristocrática, reconquistou Selêucia e executou Mitrídates.
Crasso, um dos triúnviros e então procônsul da Síria, iniciou uma invasão da Pártia em 53 a.C., manifestando apoio, embora atrasado, a Mitrídates. Enquanto o exército marchava a Carras (atual Harã, no sudeste da Turquia), Orodes II invadiu a Armênia, cortando as linhas de suprimentos vindas de Artavasdes II (r. 53–34 a.C.), aliado romano. Orodes convenceu Artavasdes a estabelecer uma aliança matrimonial entre o príncipe herdeiro, Pácoro I (m. 39 a.C.) e a irmã de Artavasdes.
Surena, com exército composto apenas por homens a cavalo, deslocou-se até Crasso. Os mil catafractários de Surena, armadas com lanças, e seus nove mil arqueiros montados, compunham uma força numericamente quase quatro vezes menor que o exército de Crasso, composto por sete legiões romanas e suas tropas auxiliares, incluindo cavaleiros gauleses e infantaria leve. Contando com uma caravana de suprimentos formada por cerca de mil camelos, os arqueiros montados partas, constantemente abastecidos com novas flechas, utilizavam-se da tática do "disparo parta", na qual os cavaleiros fingiam recuar, para então voltarem-se contra seus perseguidores e disparar contra eles. A combinação desta tática com a utilização de arcos compostos pesados naquelas planícies foi suficiente para devastar a infantaria de Crasso. Com cerca de 20 mil romanos mortos, aproximadamente 10 mil capturados e outros 10 mil em debandada ao oeste, Crasso fugiu ao interior armênio. Surena, à frente de suas tropas, encontrou-o e contatou-o, oferecendo a discussão dos termos de rendição. Crasso, no entanto, foi morto quando um de seus oficiais mais jovens, suspeitando uma armadilha, tentou impedi-lo de entrar no acampamento de Surena.
A perda de Crasso em Carras foi uma das piores derrotas militares da história romana. A vitória parta cimentou sua reputação como uma potência formidável, capaz de se equiparar a Roma. Juntamente com seus seguidores, prisioneiros e com o precioso butim capturado dos romanos, Surena viajou cerca de 700 quilômetros de volta a Selêucia, onde sua vitória foi comemorada. Mas, temendo que as ambições do general pudessem se estender até o próprio trono arsácida, Orodes ordenou a execução de Surena pouco tempo depois.

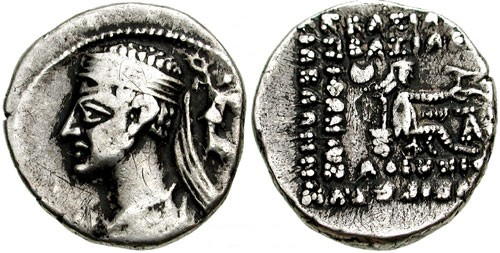
Dracma de

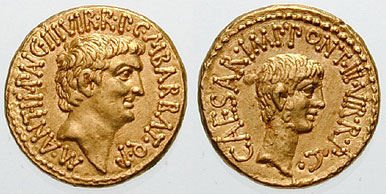
Áureo romanos com bustos de Marco Antônio (esquerda) e Otaviano (direita)

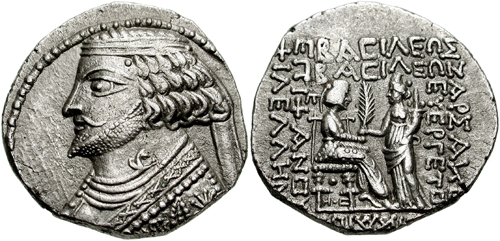
Dracma de

Fortalecidos pela vitória, os partas tentaram capturar os territórios romanos na Ásia Ocidental.[e] Pácoro I e seu comandante Ósaces efetuaram incursões na Síria, chegando até Antioquia em 51 a.C., mas foram repelidos por Caio Cássio Longino que matou Ósaces numa emboscada.  Os arsácidas se aliaram a Pompeu durante a guerra civil contra Júlio César, e chegaram até mesmo a enviar tropas para apoiar as tropas contrárias a César na Batalha de Filipos, em 42 a.C. Quinto Labieno, general leal a Cássio e Bruto, aliou-se à Pártia contra o segundo triunvirato em 40 a.C.; no ano seguinte, Labieno invadiu a Síria juntamente com Pácoro I. Marco Antônio, incapaz de liderar as defesas romanas contra a Pártia devido à sua partida à Itália, juntou lá tropas para confrontar seu novo rival, Otaviano, com quem realizou negociações de paz em Brundísio (atual Brindisi). Após a ocupação da Síria por tropas de Pácoro, Labieno se separou do principal exército e invadiu a Anatólia, enquanto Pácoro e Barzafarnes invadiram o Levante romano.  Lá, subjugaram os povoados ao longo do litoral do Mediterrâneo, chegando em Ptolemaida (atual Acre, Israel), com a exceção de Tiro. Na Judeia, as tropas judaicas pró-romanas do sumo sacerdote Hircano II, de Fasael e de Herodes foram derrotadas pelos partas e por seu aliado judeu Antígono II (r. 40–37 a.C.); este tornou-se rei da Judeia enquanto Herodes refugiou-se em seu forte, em Massada.
Apesar destes sucessos, os partas logo foram expulsos do Levante por uma contra-ofensiva romana. Públio Ventídio Basso, um oficial a serviço de Marco Antônio, derrotou-os e executou Labieno na Batalha das Portas Cilícias (na atual província de Mersin, Turquia), em 39 a.C.. Pouco tempo depois, um exército parta na Síria, liderado pelo general Farnapates, foi derrotado por Ventídio na Batalha do Passo de Amano. Como resultado, Pácoro I retirou-se temporariamente da Síria; ao retornar, na primavera de 38 a.C., confrontou Ventídio na Batalha do Monte Gindaro, a nordeste de Antioquia. Pácoro foi morto no combate e suas tropas recuaram à outra margem do Eufrates; sua morte deu início a uma crise pela sucessão, na qual Orodes II escolheu Fraates IV (r. 38–2 a.C.) como seu novo herdeiro.
Ao assumir o trono, Fraates IV matou e exilou seus irmãos, eliminando os pretendentes ao trono. Um deles, Moneses, fugiu para Marco Antônio e o convenceu a invadir a Pártia. Antônio derrotou Antígono, aliado judeu da Pártia, em 37 a.C., e colocou em seu lugar Herodes, como rei cliente. No ano seguinte, enquanto Antônio marchava para Carim, Artavasdes II novamente mudou de lado e enviou tropas para auxiliar Antônio - que invadiu a Média Atropatene (atual Azerbaijão), que era governada por Artavasdes I, aliado da Pártia, visando conquistar sua capital, Fraaspa, cuja localização não é conhecida nos dias de hoje. Fraates IV, no entanto, conseguiu assaltar de surpresa os flancos das tropas de Antônio, destruindo um imenso aríete destinado ao cerco da cidade; após o episódio, os partas perseguiram e atacaram as forças de Antônio, enquanto estas se deslocavam à Armênia, chegando por fim à Síria. Antônio conseguiu atrair Artavasdes II para uma armadilha, prometendo-lhe uma aliança matrimonial. Artavasdes foi aprisionado em 34 a.C., enviado para Roma, e executado. Marco Antônio tentou estabelecer uma aliança com Artavasdes I da Média Atropatene, cujas relações com Fraates IV haviam se deteriorado, porém isto não foi adiante depois que Antônio e suas tropas tiveram de se retirar da Armênia, em 33 a.C., escapando de uma invasão parta enquanto os exércitos de seu rival, Otaviano, o atacavam a oeste. Após a partida de Marco Antônio, Artaxias II (r. 33–20 a.C.), um aliado dos partas, reassumiu o trono da Armênia.

### Paz com Roma, intrigas palacianas e contatos com generais chineses

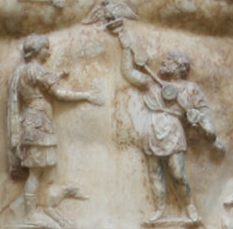
Detalhe da estátua do Augusto da Prima Porta que mostra um parta devolvendo a Augusto o estandarte perdido por Crasso em Carras

Após derrotar Marco Antônio na Batalha de Ácio, em 31 a.C., Otaviano consolidou seu poder político e em 27 a.C. recebeu do senado o título de Augusto, tornando-se o primeiro imperador. Por volta desta época, Tirídates II derrubou por um breve período Fraates IV, que conseguiu restabelecer-se no poder com o auxílio de nômades citas. Tirídates fugiu aos romanos, levando consigo um dos filhos de Fraates. Ao longo das negociações realizadas em 20 a.C. Fraates conseguiu a libertação de seu filho; em troca, os romanos receberam os estandartes legionários que foram capturados em Carras, em 53 a.C., tal como quaisquer prisioneiros de guerra que ainda estivessem vivos. Os partas viam a troca como um preço baixo a ser pago para terem de volta seu príncipe e Augusto saudou o retorno dos estandartes como uma vitória política sobre a Pártia; a propaganda foi celebrada com a cunhagem de diversas moedas, construção de um novo templo no recém-fundado Fórum de Augusto para abrigar os estandartes, e até obras artísticas, como a cena estampada no peitoral de sua estátua na Prima Porta.
Juntamente com o príncipe, Augusto deu a Fraates IV uma escrava itálica, que se tornou posteriormente a rainha Musa. Para assegurar-se de que seu filho Fraatáces herdaria o trono sem qualquer incidente, Musa convenceu Fraates a dar seus outros filhos a Augusto como reféns; o imperador utilizou este fato novamente como propaganda, ilustrando a submissão da Pártia a Roma, e listando-a como um dos seus grandes feitos em seu Res Gestae Divi Augusti. Quando Fraatáces assumiu o trono, como Fraates V (r. 2 a.C.–4 d.C.), Musa se casou com seu próprio filho e governou ao seu lado. A nobreza parta, que não aprovava nem a relação incestuosa nem a noção de um rei sem sangue arsácida, exilou o casal que procurou refúgio em solo romano.

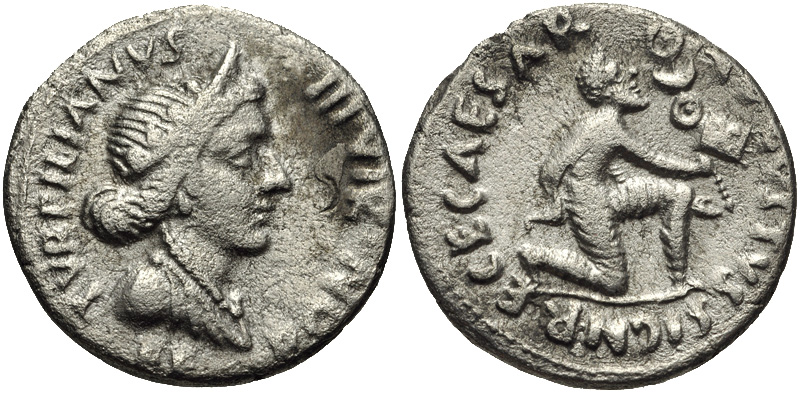
Denário de, cunhado sob Augusto, com a deusa Ferônia num dos lados, e um parta ajoelhando-se enquanto oferece os estandartes de Carras

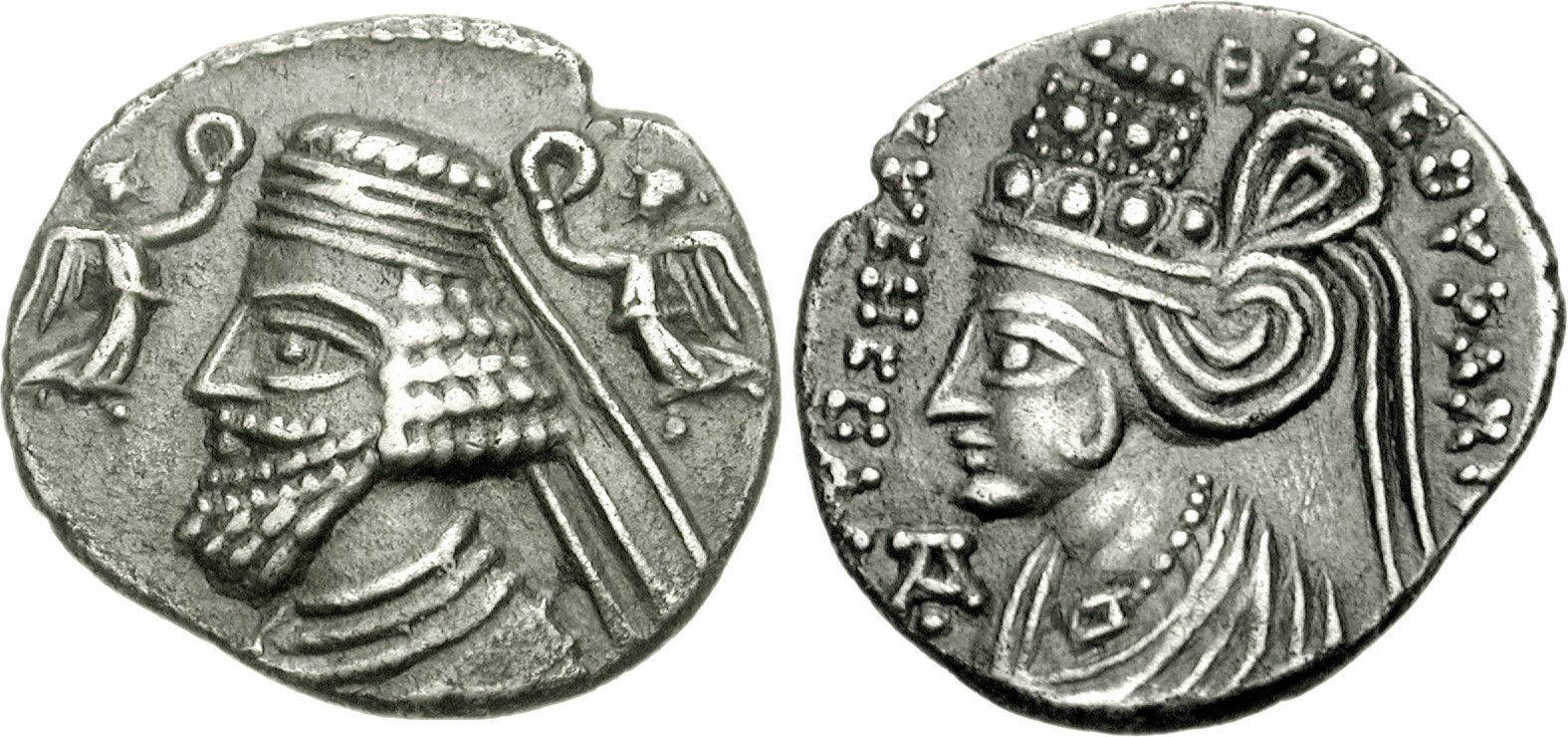
Dracma de e Musa

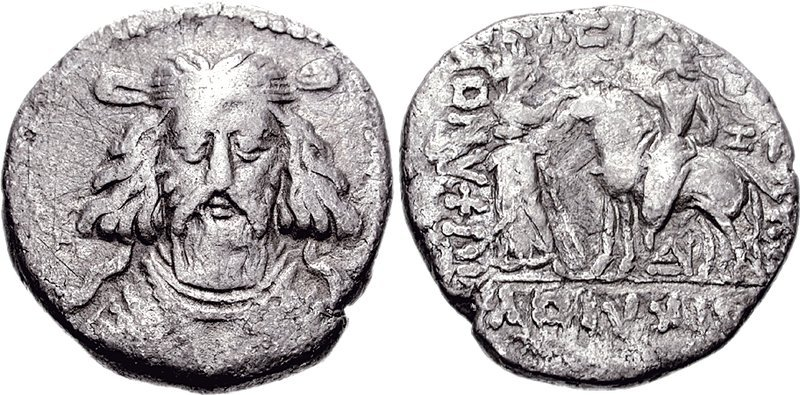
Dracma de r.

Seu sucessor, Orodes III (r. 4–6) reinou pouco e a ele se seguiu-se Vonones I (r. 8–12), que adotou diversos maneirismos romanos durante seu período no trono. A nobreza parta, enfurecida pelas simpatias de Vonones aos romanos, deu apoio a um pretendente rival, Artabano II (r. 10–38), que derrotou Vonones e exilou-o na Síria romana. Sob Artabano II, dois irmãos judeus, Anilai e Asinai, oriundos de Neardeia (próximo à atual Faluja, no Iraque), revoltaram-se contra o governador parta da Babilônia. Após derrotá-lo, receberam de Artabano o direito de governar a região, para evitar outras revoltas. A esposa parta de Anilai envenenou Asinai com medo de que utilizasse o casamento com uma gentia de seu irmão como pretexto para afastá-lo do trono; Anilai envolveu-se num conflito armado com um genro de Artabano, que derrotou-o. Com o fim do regime judeu dominando-os, os babilônios atacaram a comunidade judaica local, forçando-os a migrar para Selêucia. Quando a cidade se revoltou contra o domínio parta, em 35–36, os judeus foram expulsos novamente, desta vez pelos gregos e arameus locais; os judeus exilados se fixaram em Ctesifonte, Neardeia e Nísibis (atual Nusaybin).
Embora estivesse em paz com a Pártia, Roma interferiu em seus assuntos internos. Tibério (r. 14–37), sucessor de Augusto, envolveu-se numa trama de Farasmanes I da Ibéria que visava colocar seu irmão, Mitrídates, no trono da Armênia após assassinar o rei Ársaces da Armênia, aliado parta. Artabano fracassou em restaurar o domínio parta na Armênia, provocando uma revolta aristocrática que o obrigou a fugir à Cítia. Os romanos libertaram então um príncipe refém, Tirídates III, para que governasse a região como aliado. Pouco antes de sua morte, Artabano conseguiu expulsar Tirídates do trono utilizando-se de tropas da Hircânia. Após a morte de Artabano, em 38 d.C., seguiu-se uma longa guerra civil entre o sucessor legítimo, Vardanes I, e seu irmão, Gotarzes II. Após o assassinato de Vardanes numa expedição de caça, a nobreza parta apelou ao imperador Cláudio (r. 41–54), em 49, para que soltasse o príncipe refém Meerdates, visando desafiar Gotarzes; o plano, no entanto, fracassou quando Meerdates foi traído pelo governador de Edessa e por Izates II, de Adiabena; foi capturado e enviado a Gotarzes, e pôde viver depois de ter suas orelhas mutiladas, um ato que o desqualificava como herdeiro do trono.
Em 97, o general chinês Ban Chao, Protetor-Geral das Regiões Ocidentais, enviou seu emissário Gan Ying em missão diplomática ao Império Romano. Gan visitou a corte de Pácoro I, em Hecatômpilo, antes de partir a Roma; chegou até o golfo Pérsico, onde as autoridades partas o convenceram de que a viagem marítima árdua à volta da península Arábica era o único meio de chegar a Roma.  Desencorajado por isso, Gan Ying retornou à corte Han e forneceu ao imperador He (r. 88–105) um relato detalhado sobre o Império Romano com base nos relatos orais de seus anfitriões partas. O sinólogo britânico William Watson especulou que os partas ficaram aliviados com o fracasso dos esforços hanes em criar relações diplomáticas com Roma, sobretudo após as vitórias militares de Ban Chao sobre os Xiongnu no leste da Ásia Central. Os registros chineses, no entanto, mostram que uma embaixada romana, talvez composta apenas por um grupo de mercadores romanos, teria chegando à capital Han, Luoyang, em 166, durante o reinado de Marco Aurélio (r. 161–180) e do imperador Huan (r. 146–168). Embora possa ser uma coincidência, medalhões de ouro antoninos datados dos reinados de Antonino Pio e Marco Aurélio foram descobertos em Óc Eo, no Vietnã (entre outros artefatos romanos no delta do Mecom), um dos sítios propostos à cidade portuária de Catigara junto ao Sino Magno (golfo da Tailândia e mar da China Meridional) na Geografia de Ptolemeu.

### Sequência das hostilidades romanas e declínio parta
Após Farasmanes I ordenar a seu filho Radamisto (r. 51–55) que invadisse a Armênia e depusesse Mitrídates, Vologases I (r. 51–77) teve a ideia de invadir a região e colocar seu irmão, Tirídates I, no trono. Radamisto foi deposto, e, a partir do reinado de Tirídates, a Pártia passaria a manter um controle firme sobre a Armênia - com breves interrupções - por intermédio da dinastia armênia. Mesmo após o fim do Império Parta, a linhagem arsácida continuou pelos reis armênios.
Quando Vardanes II se rebelou contra seu pai Vologases em 55, o último retirou suas tropas da Armênia. Roma então tentou rapidamente preencher o vácuo político; na Guerra romano-parta de 58-63, o comandante Cneu Domício Corbulão teve alguns sucessos militares contra os partas e instaurou Tigranes VI como rei cliente. Seu sucessor, Lúcio Cesênio Peto foi derrotado fragorosamente por tropas partas e teve de fugir da Armênia. Após a assinatura de um tratado de paz, Tirídates viajou a Neápolis (atual Nápoles) e Roma em 63; em ambas as localidades Nero (r. 54–68) o coroou, de forma cerimonial, rei da Armênia, colocando sobre sua cabeça a diadema real.
Seguiu-se longo período de paz entre a Pártia e Roma, com única menção feita por historiadores romanos de uma invasão de alanos nos territórios partas orientais por volta de 72. Se Augusto e Nero optaram política militar cautelosa contra a Pártia, os imperadores posteriores invadiram e tentaram conquistar o leste do Crescente Fértil, coração do Império Parta ao longo dos rios Tigre e Eufrates. O aumento na intensidade das agressões pode ser explicado, em parte, por reformas militares de Roma.  Para se igualar à força da Pártia em termos de artilharia e cavalaria, os romanos usaram inicialmente aliados estrangeiros (sobretudo nabateus), porém estabeleceram posteriormente uma força auxiliar permanente para complementar sua infantaria legionária pesada. Mantiveram regimentos de cavaleiros arqueiros (sagitários) e até catafractários nas províncias orientais;  careciam, porém, uma 'grande estratégia' visando lidar com a Pártia, e conquistaram muito pouco territorialmente nas invasões. As motivações primordiais à guerra eram o aumento da glória pessoal e posição política do imperador, bem como a defesa da honra romana contra supostas ofensas, como interferências partas nos assuntos internos dos estados-clientes de Roma.
As hostilidades recomeçaram quando Osroes I (r. 109–128) depôs o rei Sanatruces I (r. 88–110) e o substituiu por Axídares (r. 110–113), filho de Pácoro II, sem consultar Roma. Trajano (r  98–117) ordenou a morte do candidato parta ao trono, Partamásiris, em 114, transformando a Armênia em província. Suas tropas, sob Lúsio Quieto, conquistaram Nísibis; sua ocupação foi essencial à dominação de todas as principais rotas comerciais que atravessavam o norte da planície mesopotâmica. Em 115, Trajano invadiu a Mesopotâmia, achando resistência enfraquecida de Mearaspes de Adiabena, pois Osroes estava envolvido em guerra civil no oriente contra Vologases III (r. 105–147).  Trajano passou o inverno de 115-116 em Antioquia, mas retomou a campanha na primavera; ao marchar ao longo do Eufrates conquistou Dura Europo, Ctesifonte e Selêucia, chegando até mesmo a subjugar Caracena, onde observou navios que partiam do golfo Pérsico à Índia. 
Nos últimos meses de 116, conquistou a cidade de Susa. Quando Sanatruces II reuniu tropas no leste da Pártia para desafiar os romanos, foi traído e morto por seu primo, Partamaspates, coroado por Trajano como novo rei da Pártia. Nunca mais os romanos avançariam tão a leste. Durante o retorno de Trajano ao norte, os povoados babilônios se revoltaram contra as guarnições romanas. Trajano foi forçado a abandonar a Mesopotâmia em 117, supervisionando um cerco malsucedido à cidade de Hatra durante sua retirada. Esta retirada era inicialmente - de acordo com suas intenções - temporária, pois desejava renovar o ataque à Pártia no ano seguinte, e "fazer da submissão dos partas uma realidade". Trajano morreu repentinamente, no entanto, em agosto. Durante sua campanha Trajano recebeu do senado o título de "Pártico" (Parthicus), e moedas foram cunhadas proclamando a sua conquista da Pártia. Apenas os historiadores Eutrópio e Festo, do século IV, alegam que tentou criar uma província romana na baixa Mesopotâmia.
O sucessor de Trajano, Adriano (r. 117–138) reforçou a fronteira romano-parta no Eufrates, optando por não invadir a Mesopotâmia devido aos recursos militares limitados de Roma naquele momento. Partamaspates fugiu depois que os partas de revoltaram contra ele, porém mesmo assim foi coroado rei de Osroena pelos romanos. Osroes I morreu durante seu conflito com Vologases III, que por sua vez foi sucedido por Vologases IV (r.  ca. 147–191), que trouxe à região um período de paz e estabilidade. A Guerra romano-parta de 161-166, no entanto, iniciou-se quando Vologases invadiu a Armênia e a Síria, reconquistando Edessa. Marco Aurélio (r. 161–180) indicou seu coimperador Lúcio Vero (r. 161–169) para proteger a Síria enquanto Marco Estácio Prisco invadiu a Armênia em 163; em 164, Avídio Cássio comandou a invasão à Mesopotâmia.
Os romanos conquistaram e queimaram completamente Selêucia e Ctesifonte, mas foram forçados a recuar após os soldados contraíram fatal doença contagiosa (talvez varíola), que rapidamente causou grande estrago no mundo romano. Embora abandonaram o país, desde essa época continuaram a governar Dura Europo. Quando Sétimo Severo (r. 193–211) invadiu a Mesopotâmia em 197, no reinado de Vologases V (r. ca. 191–208), os romanos novamente seguiram o curso do Eufrates, reconquistando Selêucia e Ctesifonte. Após assumir para si o título de Pártico Máximo, Sétimo Severo retirou suas tropas no fim de 198, fracassando, exatamente como Trajano, em conquistar Hatra após sitiá-la.

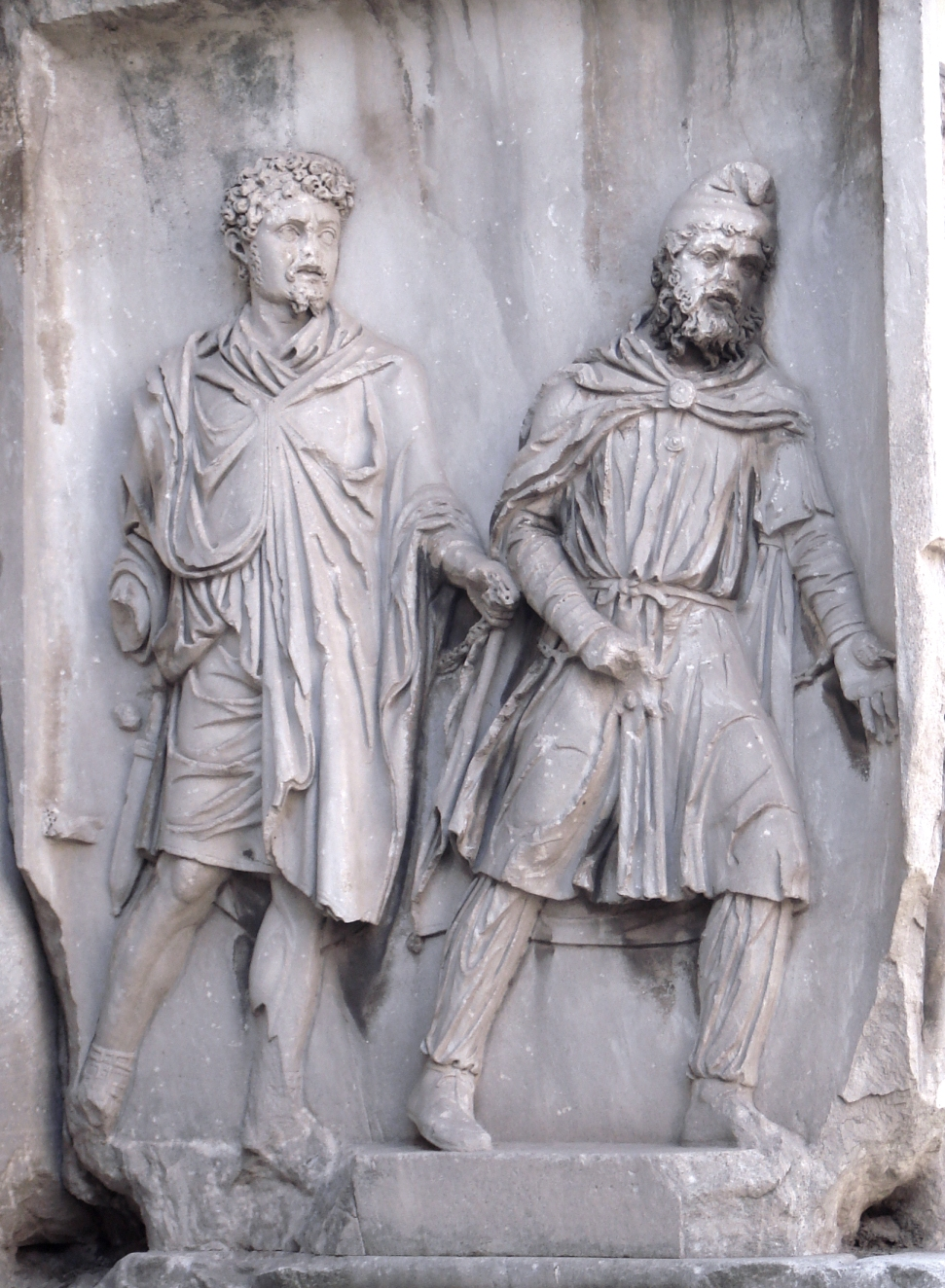
Soldado parta (direita) vestindo boina frígia, mostrado como prisioneiro de guerra, acorrentado a um romano (esquerda); Arco de Sétimo Severo, Roma, 203

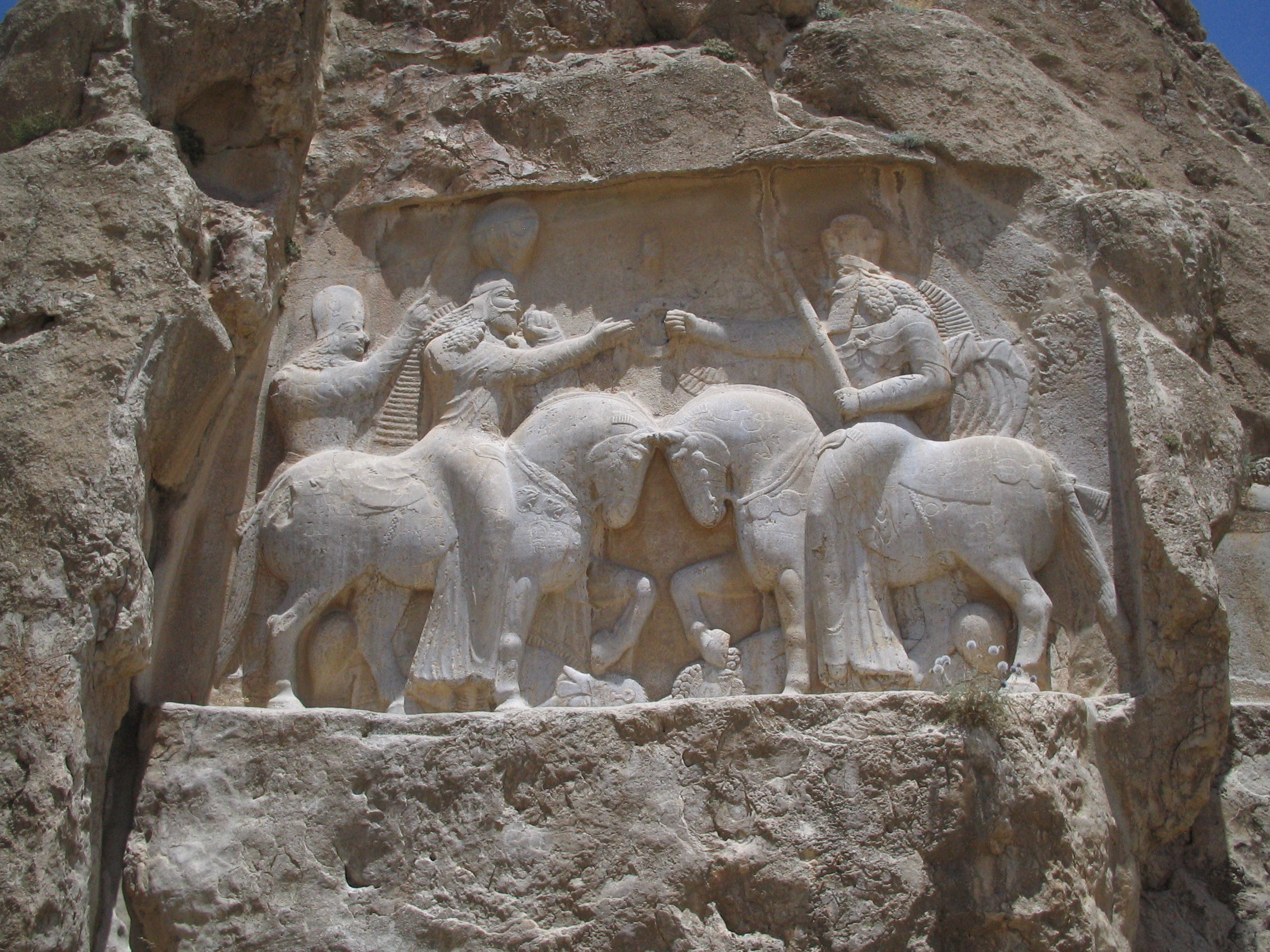
Relevo sassânida em Naqsh-i Rustam, mostrando a investidura de

Por volta de 212, logo depois que Vologases VI (r. 208–222) assumiu o trono, seu irmão Artabano IV (m. 224) revoltou-se, dominando grande parte do império. Neste meio tempo, Caracala (r. 211–217) depôs os rei de Osroena e da Armênia, transformando-as em províncias. Caracala então entrou com suas tropas na Mesopotâmia, sob o pretexto de se casar com uma das filhas da Artabano; mas como não recebeu o consentimento ao matrimônio, deu início a uma guerra contra a Pártia, durante a qual conquistou Arbil, a leste do rio Tigre. Caracala foi assassinado no ano seguinte, a caminho de Carras (atual Harã), por seus soldados. Após este episódio, os partas fizeram acordo com Macrino (r. 217–218) no qual os romanos pagavam à Pártia mais de 2 milhões de denários, além de alguns outros presentes.
O Império Parta, enfraquecido por luta interna e guerras, foi sucedido pelo Império Sassânida. De fato, em pouco tempo, Artaxes I, o governante persa local de Pérsis, a partir de Estacar subjugou os territórios vizinhos em desafia à autoridade arsácida. Ele confrontou Artabano na Batalha de Hormozegã em 28 de abril de 224, talvez num sítio próximo de Ispaã, derrotando-o e estabeleceu seu reino. Há evidência, porém, que sugere que Vologases continuou a cunhar moedas em Selêucia até tão tarde quanto 228. Os sassânidas não apanas assumiriam o legado da Pártia como nêmesis persa de Roma, mas também tentariam restaurar as fronteiras do Império Aquemênida ao brevemente conquistarem o Levante, Anatólia, Egito do Império Bizantino durante o reinado de Cosroes II (r. 590–628). Porém, perderiam esses territórios ao imperador Heráclio (r. 610–641) — o último imperador antes da conquista árabe. Por um período de mais de 400 anos, o Império Sassânida ocupou a posição do Império Parta como principal rival do Império Romano.

### Fontes nativas e externas

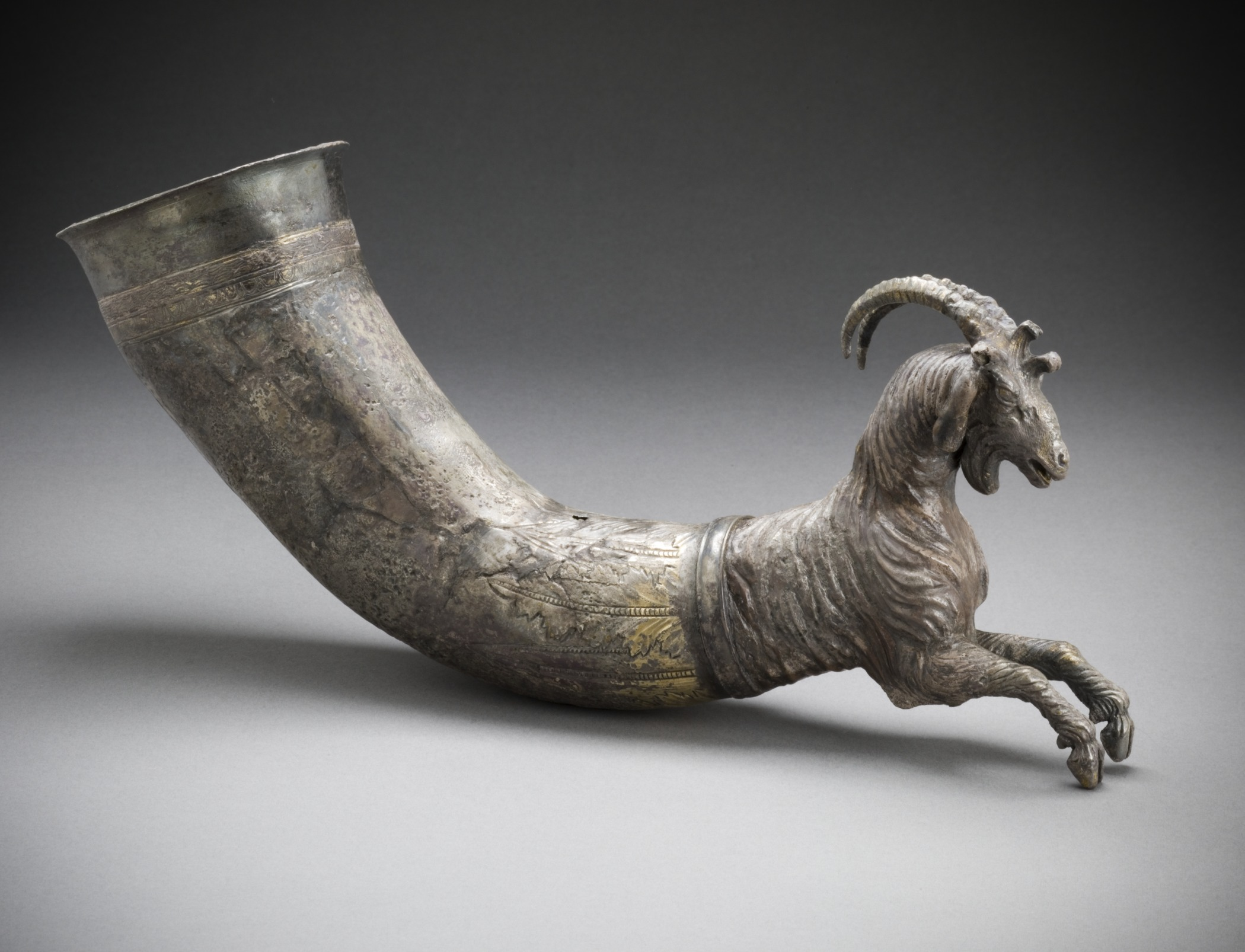
Ritão parta de prata com enfeite de mercúrio, -

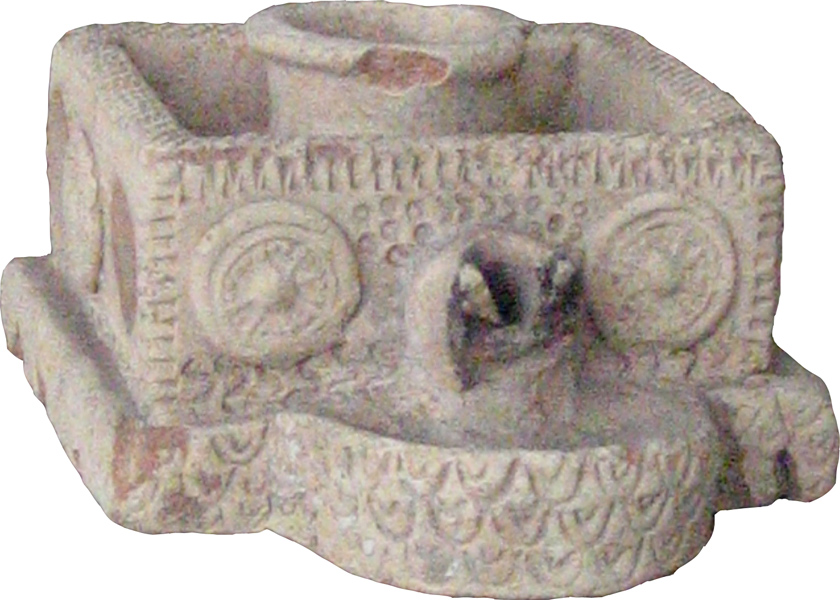
Lamparina cerâmica parta, da província do Cuzestão, Irã. Museu Nacional do Irã

### Autoridade central e reis semiautônomos

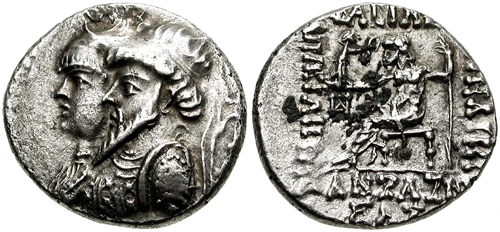
Dracma de, rei de Elimaida (atual província do Cuzestão), e sua esposa, a rainha Anzaze, século I a.C.

### Nobreza

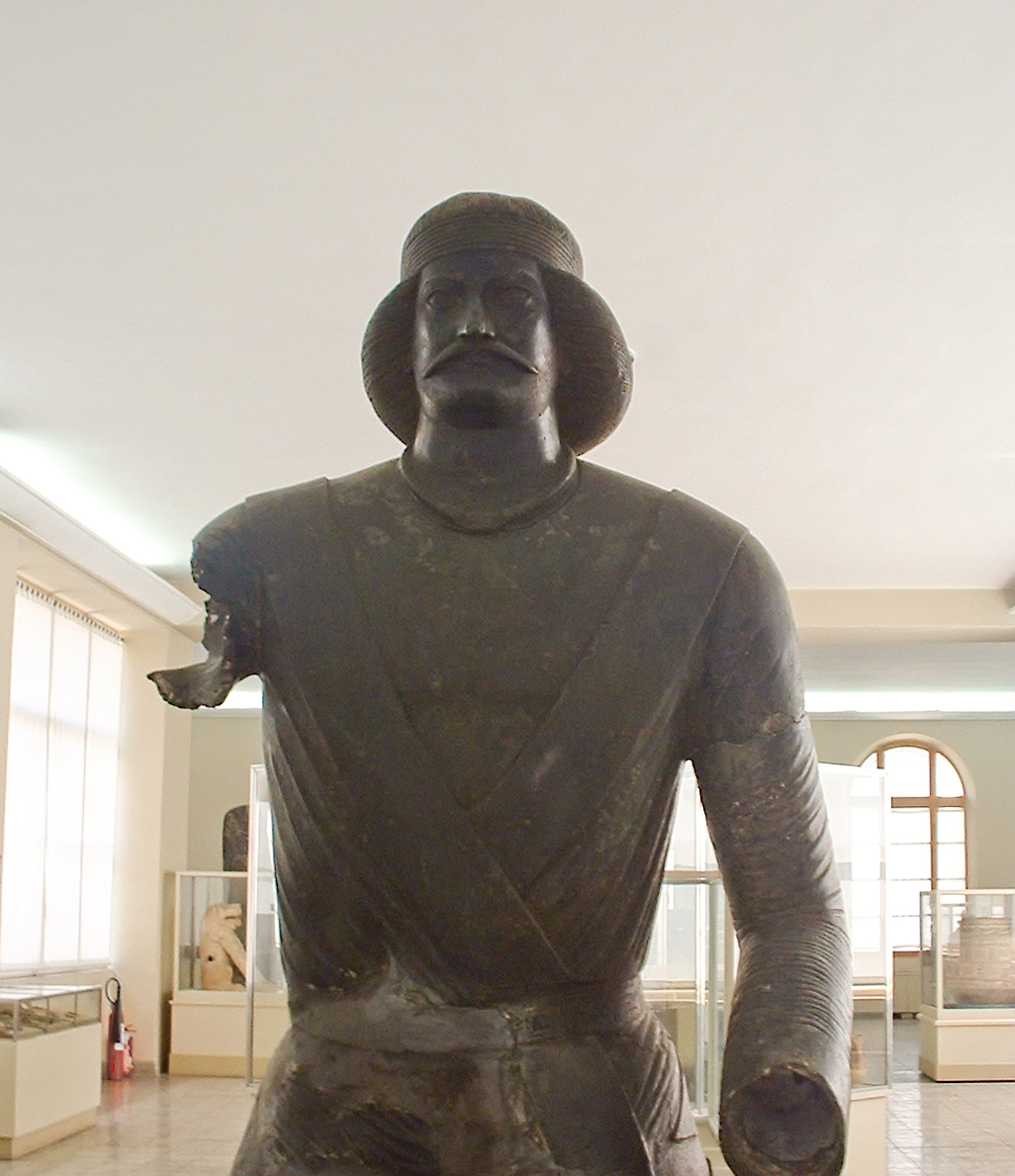
Estátua de bronze de um nobre parta do Santuário de Xami, em Elimaida atualmente no Museu Nacional do Irã

### Forças armadas

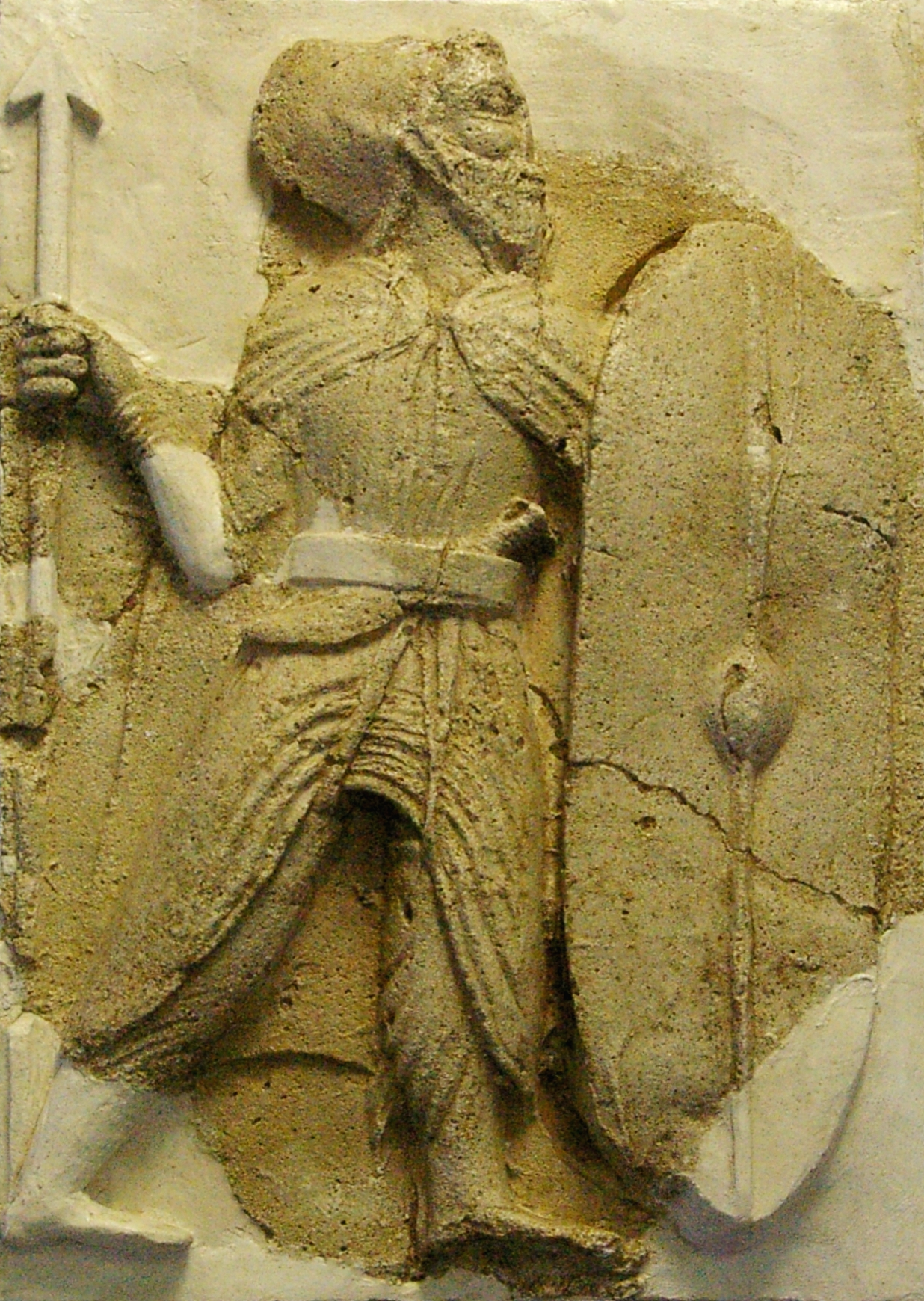
Relevo em estuque de um soldado de infantaria, das muralhas do Castelo de Zahhak, província do Azerbaijão Leste, Irã

### Helenismo e o renascimento iraniano

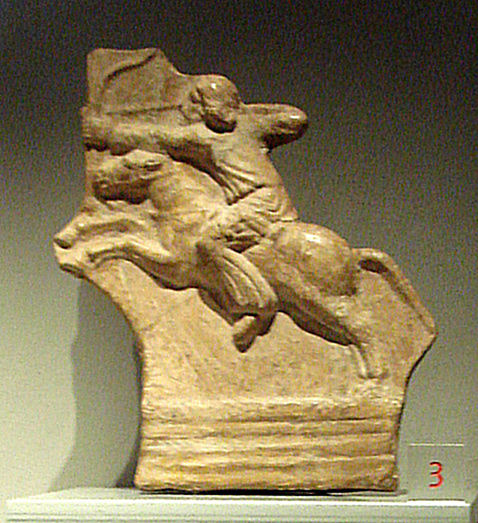
Cavaleiro parta, atualmente em exposição no Palazzo Madama, em Turim

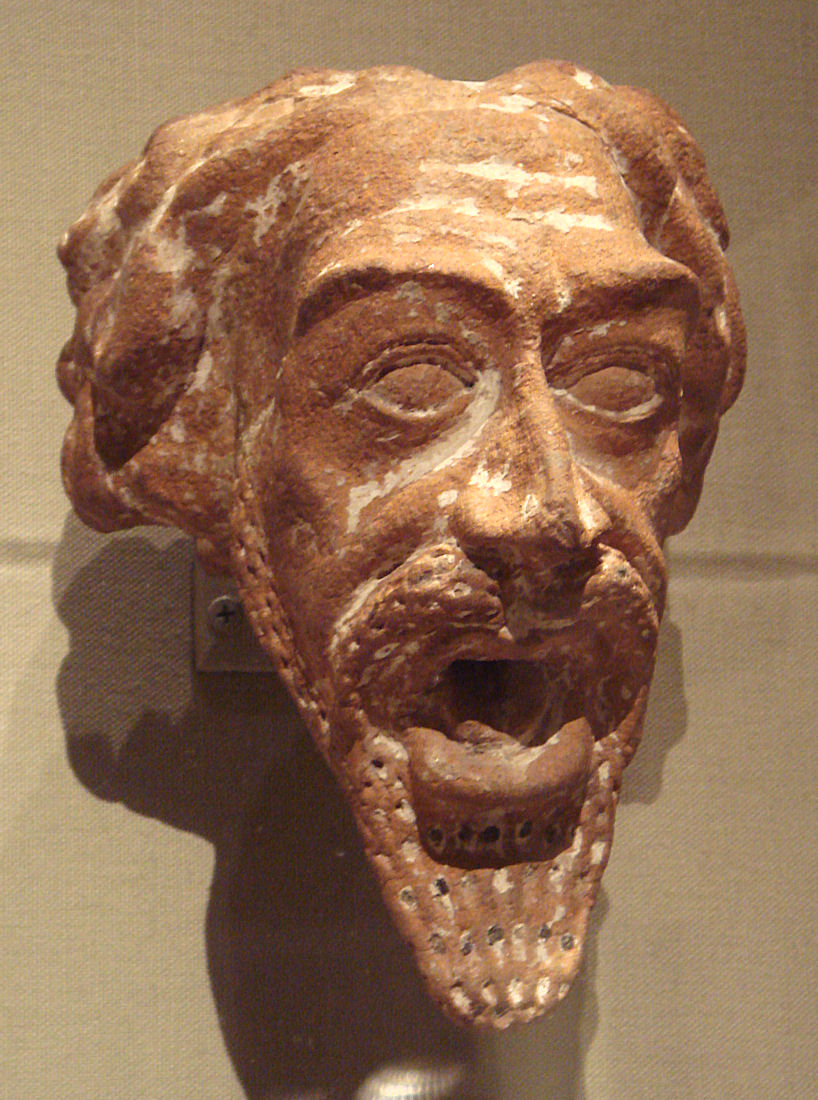
Chafariz parta de cerâmica na forma de cabeça humana, datada do século I ou

### Religião

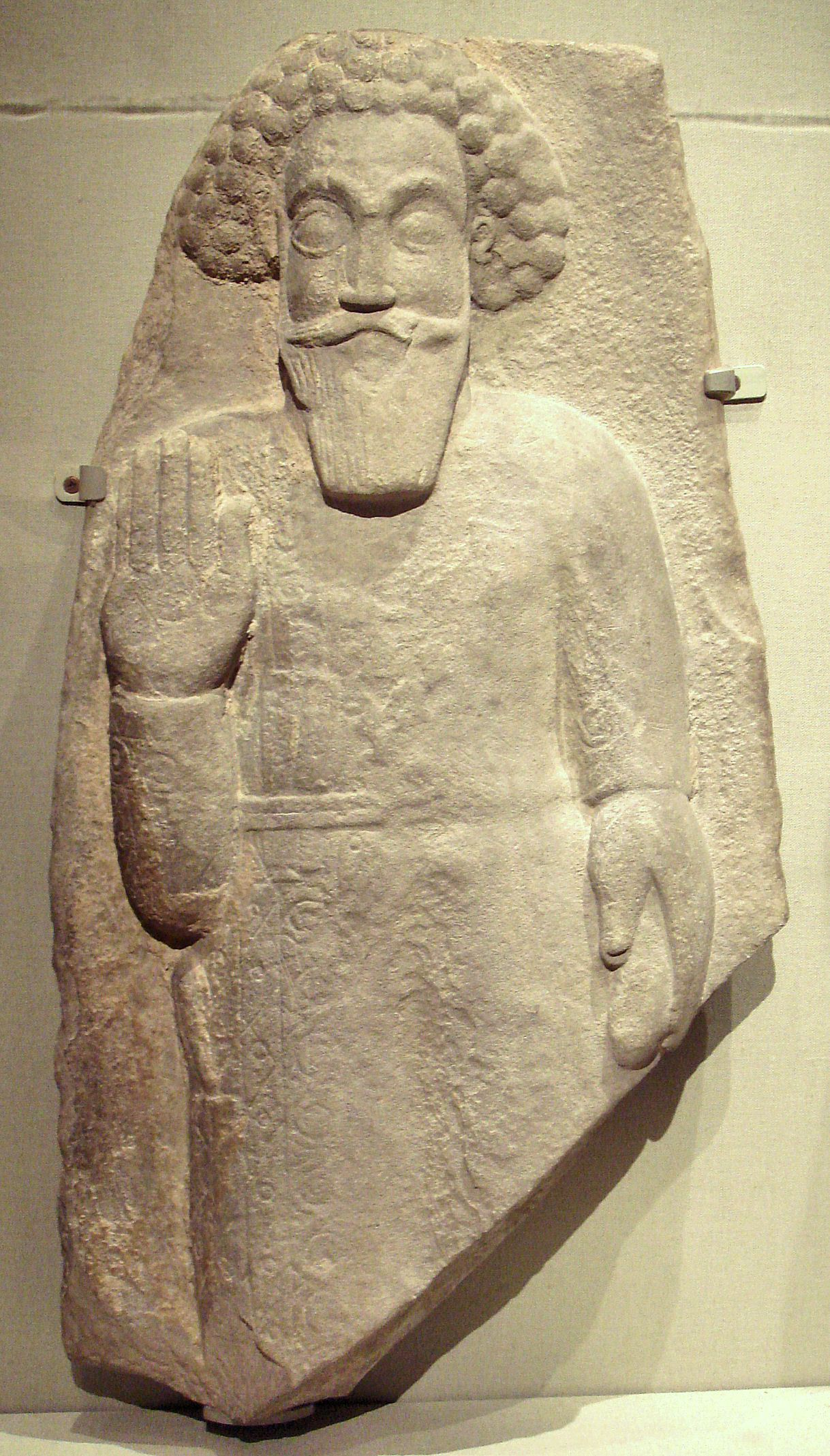
Relevo votivo parta da província do Cuzestão, Irã,

### Arte e arquitetura

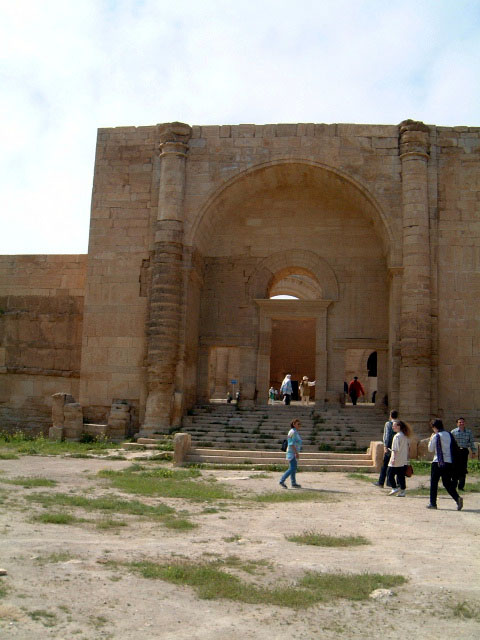
Um iwan com abóbada de berço na entrada da antiga Hatra, no atual Iraque, construído por volta de

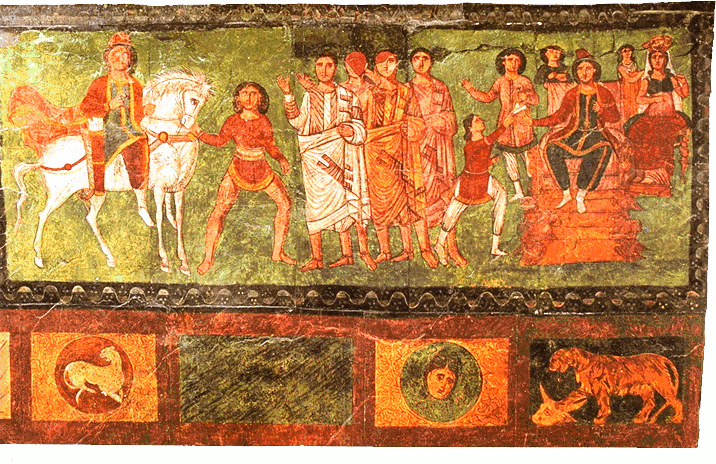
Mural em parede retratando uma cena do Livro de Ester na sinagoga de Dura Europo, datado de 245, que Curtir e Schlumberger descrevem como um bom exemplo da 'frontalidade parta'

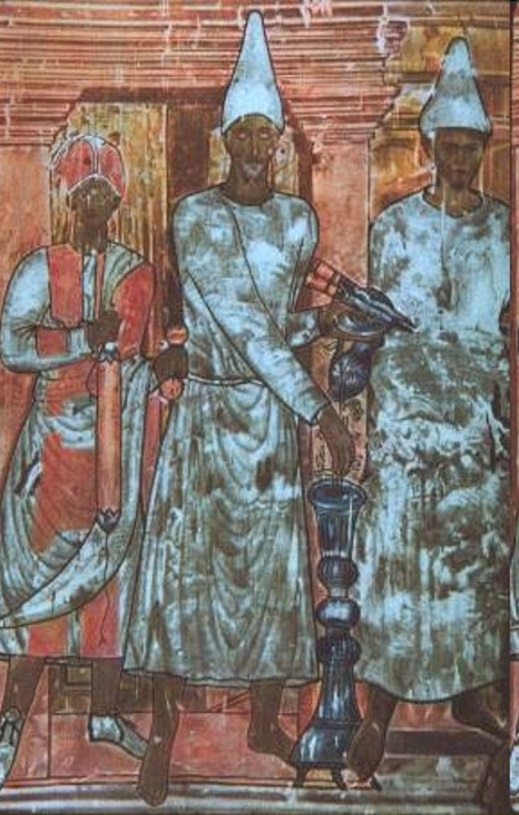
O Sacrifício de Konon, Museu Nacional de Damasco, Síria

### Roupas e vestuário

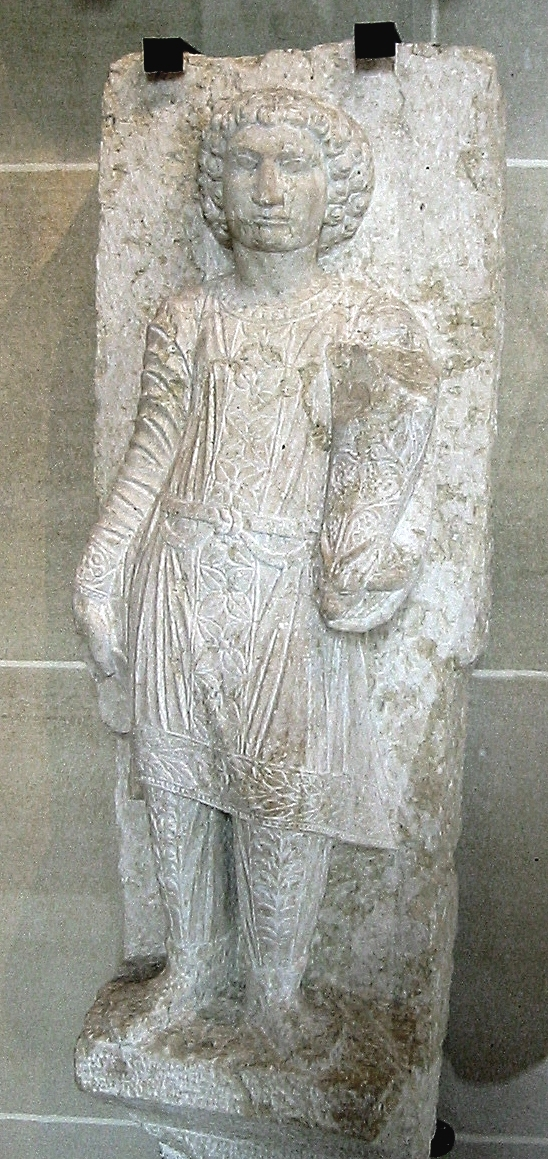
Estátua de um jovem palmireno trajando calças partas, em estela funerária de Palmira, início do século III